# Arvid Liljelund

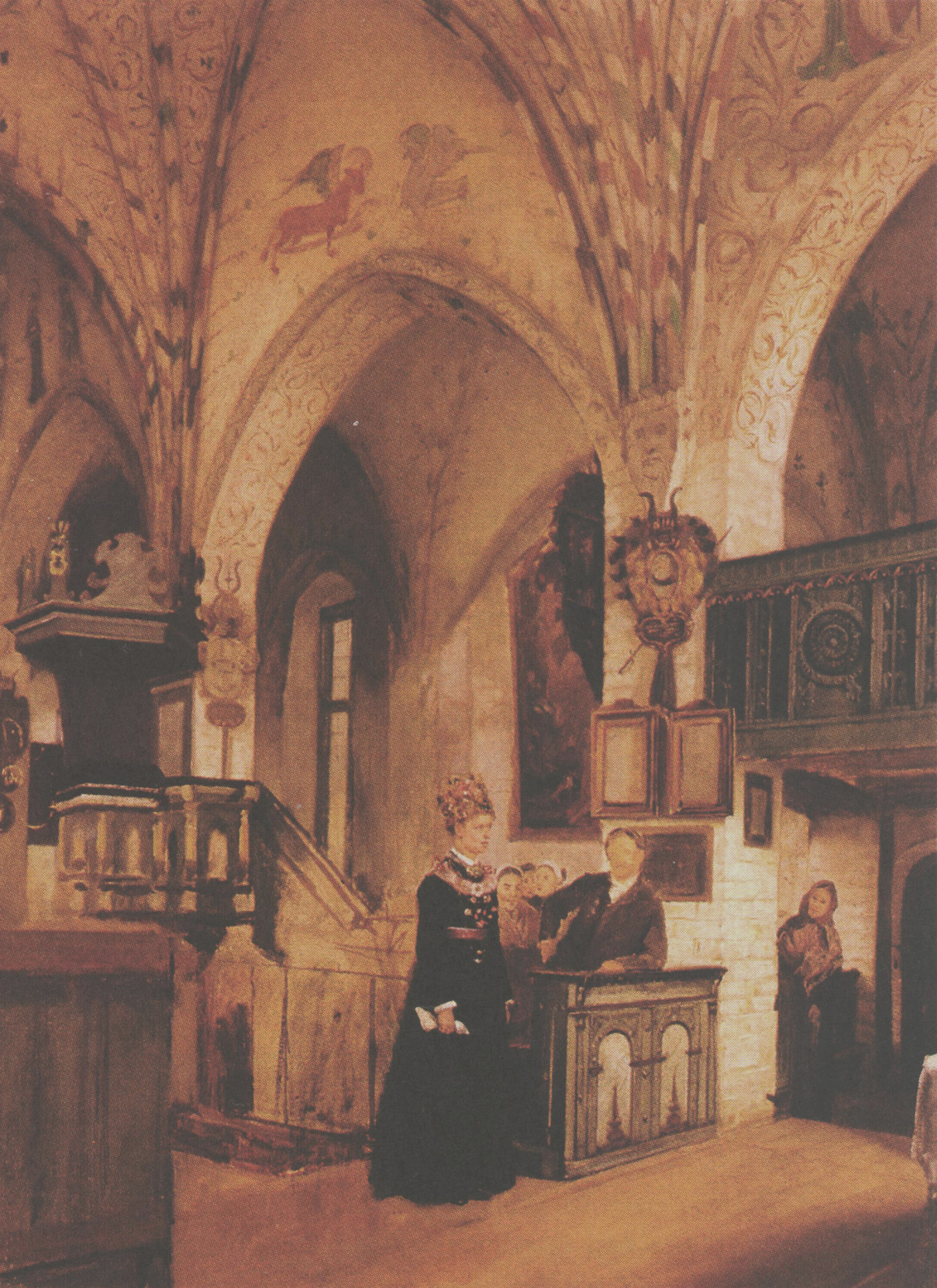
Från Tövsala kyrka i Egentliga Finland (omkring 1884).

Emanuel Arvid Liljelund, född 20 januari 1844 i Nystad, död där 21 juli 1899, var en finländsk målare. 

## Biografi
Liljelund var först skräddargesäll, kom 1863 i lära hos målaren Robert Wilhelm Ekman i Åbo, blev sedermera elev i Finska Konstföreningens ritskola i Helsingfors samt studerade i Düsseldorf 1866–69. Hemkommen blev han lärare i Konstföreningens skola. Han besökte sedan flera gånger utlandet, huvudsakligen Düsseldorf och München, men även Paris. Från 1891 var han lärare i ritskolan i Åbo.
Liljelund valde sina motiv från allmogelivet och lade särskilt stor vikt på den etnografiska troheten. Hans teknik står på Düsseldorfskolans grund. Bland hans tavlor kan nämnas Förberedelse till kyrkfärd (1872, Finska Konstföreningen), Hemkomsten från läsförhöret (1877), Inköp av Säkylädräkter (1878, Finska Konstföreningen, som även äger En psalmsjungande man, porträtt av Ferdinand von Wright och Liljelunds självporträtt). Åbo museum äger En kappseglare och Slottsinteriör.